# Alessandro Farnese (1545–1592)
Alessandro Farnese (také Alexandr III. Farnese, španělsky Alejandro Farnesio; 27. srpna 1545 Řím – 3. prosince 1592 Arras) byl italský šlechtic a kondotiér, který byl od roku 1586 do své smrti vévodou z Parmy, Piacenzy a Castra a od roku 1578 do konce života také místodržitelem španělského Nizozemí. Díky stálému přílivu posil ze Španělska Farnese v letech 1581–1587 dobyl více než třicet měst na jihu území (v oblasti současné Belgie) a vrátil je pod katolické Španělsko. Během francouzských náboženských válek osvobodil roku 1590 obléhanou Paříž, již tehdy držela Katolická liga. Jako talentovaný polní velitel, stratég a organizátor si vysloužil uznání současníků a vojenských historiků a je považován za předního vojevůdce své doby.

## Potomci
- Markéta Farnese (7. listopadu 1567 – 13. dubna 1643), ⚭ 1581 Vincenzo I. Gonzaga (21. září 1562 – 9. února 1612), vévoda z Mantovy a Montferratu, jejich sňatek byl roku 1583 anulován
- Ranuccio Farnese (28. března 1569 – 5. března 1622), vévoda z Parmy a Piacenzy, ⚭ 1600 Markéta Aldobrandini (29. března 1588 – 9. srpna 1646)
- Eduard Farnese (7. prosince 1573 – 21. února 1626), kardinál